# 巴拉旺孔雀雉
巴拉旺孔雀雉（Polyplectron napoleonis，以往稱為Polyplectron emphanum），又名巴拉望孔雀雉，是中等身形的雉。

## 特徵
巴拉旺孔雀雉是灰孔雀雉屬中最似孔雀的雉。雄鳥有直立的冠，眼睛上有白紋，身體呈金屬綠及黑色。尾羽有藍綠色的大眼斑點，示愛時可以展開成扇狀。雌鳥較雄鳥細小。雌鳥呈深褐色，冠較短，喉嚨、頰及眼眶呈白色。
它們是嚴格的一夫一妻制，每年都會重新築巢。雌性通常最多產兩個卵。父母雙方都飼養雛雞長達兩年。雄性充當巢穴的哨兵，在生殖週期中非常好鬥。

## 分佈
巴拉旺孔雀雉是菲律賓的特有種，分佈在巴拉望島的潮濕森林。雌鳥一般會生2隻蛋。

## 保育狀況
由於持續失去棲息地、數量稀少及有限的分佈地，加上被捕獵，巴拉旺孔雀雉被世界自然保護聯盟列為易危，且受到《瀕臨絕種野生動植物國際貿易公約》附錄一的保護。

## 外部連結
- ARKive
- BirdLife Species Factsheet （页面存档备份，存于）